# إيسي مياكي
إيسي مياكي (22 أبريل 1938 - 5 أغسطس 2022)، هو مصمم أزياء ياباني. ومن المعروف انه يعتمد على التكنولوجيا في تصاميم الملابس والمعارض والعطور.

## روابط خارجية
- إيسي مياكي على موقع IMDb (الإنجليزية)
- إيسي مياكي على موقع الموسوعة البريطانية (الإنجليزية)
- إيسي مياكي على موقع مونزينجر (الألمانية)
- إيسي مياكي على موقع قاعدة بيانات الفيلم (الإنجليزية)